# MTV Thailand
MTV Thailand ist ein thailändischer Musik- und Unterhaltungssender, in den Händen von VERY Incorporations und der MTV Networks Asia Pacific, einem Viacom-Tochterunternehmen. Dieser Fernsehkanal sendet thailändische sowie internationale Musikprogramme und Fernsehserien.
MTV Thailand wird geleitet von Smitthi Bhiraleus, dem Manager des Programms.

## VJs

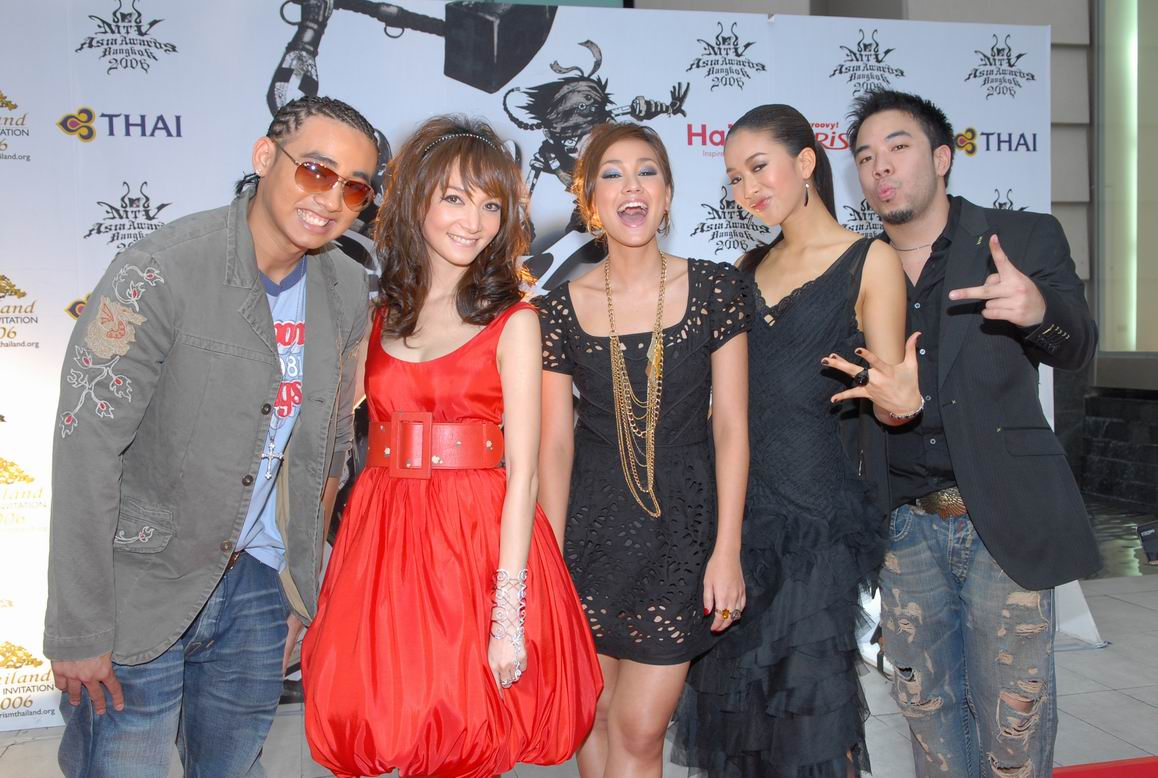
VJs MTV Thailand

### Heutige VJs
- Annie Supsermsri (Annie)
- Janesuda Parnto (Jane)
- Garanick Tongpiam (Nicky)
- Poomjai Tangsanga (Poom)
- Alexandra Sawaetwong (Alex)
- Nattapol Liyavanija (Tye)
- Jane Sriprayul (Waaw)
- Suppakarn Pordpai (Jay)

### Frühere VJs
- Michele Waagaard (Chele)
- Rowena Kennet (Row)
- Angie Hastings (Gie)
- Woody
- John Delcastillo (John)
- Oz